# 蔥亞科
葱亞科（学名：Allioideae）是石蒜科的一種多年生草本显花植物，属于单子叶植物。在《克朗奎斯特分类法》中是百合科的一个属，在《APG 分类法》中被单独分成一个科，隸属于天门冬目，2003年修订的《APG II 分类法》，将百子莲科和石蒜科合并到葱科中，《被子植物APG III分类法》(2009年)則被併入石蒜科中。一些原来属于葱属的种被合并到紫灯花科中。
葱科中最重要的属是葱属，包括多种經濟作物，如洋葱、香葱(A. schoenoprasum)、蒜、韭葱等為重要的蔬菜，還有許多觀花植物。
由于葱科植物当中基本都含有大蒜素，食用这些含有大蒜素的蔬菜会使人产生性欲，而一些宗教又有禁欲的基本教义，因此这些宗教將此类植物視為荤菜而主张不要食用。

## 属
- 葱属 'Allium L., 1753
- 鸢蛛花属 Ancrumia
- 合被韭属 Caloscordum
- 小熠花属 Erinna Phil., 1864
- Garaventia Looser, 1945
- 纤蛛花属 Gethyum
- 诱蜂韭属 Gilliesia
- 春星韭属 Ipheion Raf., 1837，花韭属
- 阳光葱属
- 兰花韭属 Miersia Lindl., 1826
- 穗花韭属 Milula Prain, 1896
- 银星韭属 Muilla S. Watson ex Benth. & Hook. f., 1883
- 蜜蒜属
- 假葱属 Nothoscordum Kunth, 1843
- 美蛛花属 Solaria Phil., 1858
- 仰蛛花属 Speea Loes., 1927
- 延龄韭属 Trichlora Baker, 1877
- 雪星韭属 Tristagma Poepp., 1833
- Tulbhagia
- Zoelnerallium

下列各属被分到紫灯花科中： 水仙韭属（Androstephium）, 墨西哥珊瑚坠子属, 金星韭属（Bloomeria）, 小风信子属（Hyacinthella）, 蹼丝韭属（Dandya）, 烟火花属（Porphyrocoma）, 高杯葱属（Milla）, 石仙韭属（Petronymphe）, 紫灯花属, 蓝沙韭属（Triteleiopsis）。